# Vol Iberia 933
Le 17 décembre 1973, le vol Iberia 933, un vol international régulier en provenance de l'aéroport Adolfo Suárez Madrid-Barajas, en Espagne, et à destination de l'aéroport international Logan de Boston, dans le Massachusetts, aux États-Unis, s'est écrasé lors de la phase d'atterrissage. 
Alors que le McDonnell Douglas DC-10 effectuant le vol était sur le point d'atterrir sur la piste 33L de l'aéroport, dans de mauvaises conditions météorologiques (pluie, brouillard, visibilité de 1,2 km), il est entré en collision avec la rampe de feux d'approche (Approach Lighting Systems, ALS), située à 152 m du seuil de piste. La violence du choc a briser le train d'atterrissage principal droit. L'avion a ensuite redécollé sur environ 1 200 pieds (365 m), puis a de nouveau atterri brutalement sur la piste 33L, a ensuite viré vers la droite en dehors de la piste et s'est finalement immobilisé à 914 m du seuil de piste. 
On ne compte que 13 blessés, dont trois blessés graves, parmi les 168 passagers et membres d'équipage présents à bord, mais l'avion a subi des dégâts structuraux irréparables lors de l'accident et est par la suite retiré du service 2 mois plus tard. Il s'agit de la première perte d'un DC-10, depuis la mise en service de ce modèle d'avion en 1971.

## Avion et équipage
L'appareil impliqué était un McDonnell Douglas DC-10-30, immatriculé EC-CBN (numéro de série 46925/87) et fabriqué par McDonnell Douglas au début de l'année 1973. Au moment de l'accident, cet avion gros-porteur était âgé de seulement neuf mois et totalisait 2 016 heures de vol. Il a d'abord été immatriculé sous le numéro N54627 lors d'un test de certification, mais réenregistré avec comme nouvelle immatriculation EC-CBN lors de sa livraison à Iberia en août 1973. Il était équipé de trois turboréacteurs à double flux, de type General Electric CF6-50C.
L'équipage du vol 933 était composé du commandant de bord Jesus Calderón Gaztelu (53 ans), du copilote Alfredo Perez Vega (54 ans), de l'officier mécanicien navigant Celedonio Martin Santos (42 ans) et de l'opérateur radio/navigateur Candido Garcia Bueno (51 ans). Le commandant Calderón a été embauché par Iberia en 1953 et totalisait 21 705 heures de vol à son actif, dont 426 heures sur DC-10. Le copilote Perez a été embauché en 1946 et totalisait 34 189 heures de vol, dont 403 heures sur DC-10. Le mécanicien navigant Martin a été embauché en 1952 et totalisait 15 317 heures de vol, dont 263 heures sur DC-10. L'opérateur radio/navigateur Garcia a été embauché en 1941 et totalisait 14 562 heures, dont 384 heures sur DC-10.

## Enquête
Le Conseil national de la sécurité des transports (NTSB) a enquêté sur l'accident du vol 933. Selon les données de l'enregistreur de paramètres de l'avion, le taux de descente augmentait trop rapidement pendant l'approche, en raison d'un cisaillement du vent. 
L'enquête a également révélé que le commandant de bord et le copilote n'avaient pas reconnu le changement de taux de descente jusqu'à ce que l'avion entre en collision avec l'ALS. Il s'est également avéré que les changements de conditions météorologiques avaient détourné leur attention de la surveillance du taux de descente. 

Onze mois après l'accident, le NTSB a rendu ses conclusions sur la cause probable de l'accident. Dans son rapport final, le NTSB a déclaré :

« Le commandant de bord n'a pas reconnu et n'a peut-être pas été en mesure de reconnaître à temps l'augmentation du taux de descente pour pouvoir l'arrêter avant que l'avion ne heurte les feux d'approche. Ce taux de descente élevé a été induit par un cisaillement du vent à basse altitude, survenu à un moment critique de l'approche finale, alors que l'équipage passait de l'approche, avec le pilote automatique activé et dans des conditions météorologiques de vol aux instruments, à l'atterrissage sur la piste, qui s'effectue manuellement en utilisant les références visuelles extérieures. La capacité du commandant de bord à repérer et à contrer l'augmentation du taux de descente a été affectée par le manque d'informations sur l'existence du cisaillement du vent et les références visuelles disponibles, qui étaient limitées en raison des conditions météorologiques. Le dégagement minimal des roues du DC-10 au-dessus des feux d'approche et du seuil de piste, offert par la pente de descente du système d'atterrissage aux instruments (ILS), a grandement réduit le temps de réponse des pilotes et, dans ces circonstances, a créer une situation dans laquelle leurs capacités à effectuer un atterrissage en toute sécurité a été considérablement réduite. »

Le DC-10 disposait de huit sorties de secours, mais après l'accident, seules les portes de quatre d'entre elles ont pu être actionnées. La sortie droite n°1 avait un mécanisme défectueux et ne pouvait pas être ouverte manuellement. En raison de la faible résistance du plancher de la cabine à l'arrière de l'avion, celui-ci s'est déformé, provoquant des défaillances multiples au niveau des rails et des dispositifs de retenue des sièges, et a également détruit les deux sorties de secours à l'arrière de l'avion. Cela signifie que les passagers à l'arrière devaient sortir en passant par la section du toit qui avait été détruite et sauter au sol, augmentant encore plus le risque de blessures. En raison de la dislocation du plancher, des pierres et de la boue ont été projetées dans le compartiment arrière de l'avion.